# Santa Coloma de Queralt
Santa Coloma de Queralt es un municipio y localidad de la provincia de Tarragona, en la comunidad autónoma de Cataluña. El término municipal, ubicado en la comarca de la Cuenca de Barberá, tiene una población de 2800 habitantes (INE 2024).

## Geografía
La localidad es atravesada por el río Gayá y está protegida por las sierras de Aguiló (811 m) y del Codony (789 m). Tiene diversos torrentes, que son los que surten de agua al término. La población se dispersa por los núcleos urbanos de Santa Coloma de Queralt, Aguiló, La Pobla de Carivenys y Les Roques. El término municipal se encuentra ubicado entre los 800 m de altura y los 565 m en su cota inferior.

## Historia

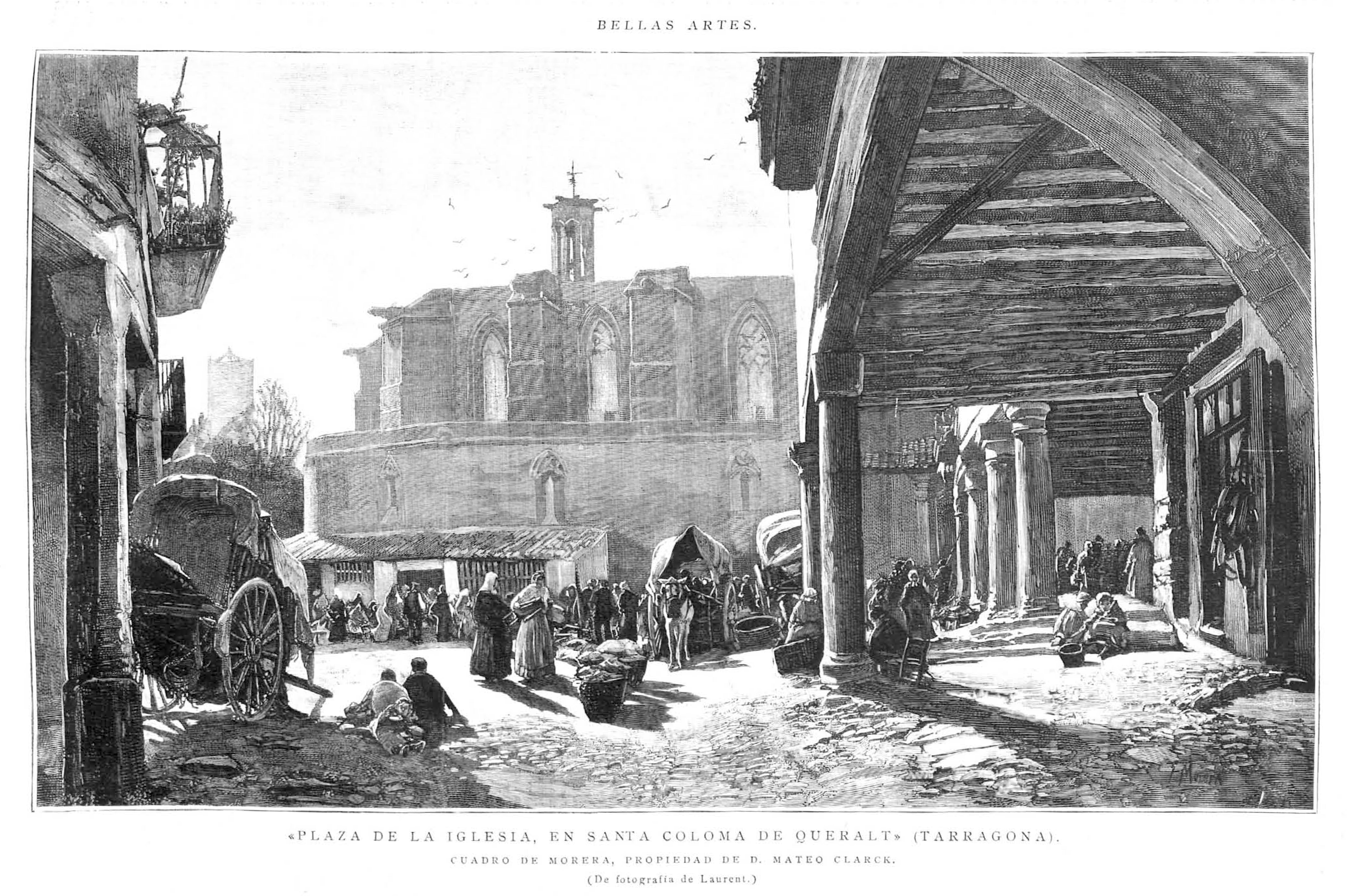
La localidad en el siglo

El municipio tiene su origen en la primitiva iglesia dedicada a Santa Coloma, perteneciente al castillo de Queralt. Este edificio aparece documentado en 976 cuando fue adquirido por el vizconde Guitard. Fue el primer centro de la baronía de Santa Coloma, del linaje de los Queralt.
La primera denominación de la villa fue la de Santa Coloma Samora. Durante el siglo XIII aparece citada como Samarca o de la Marca aunque el término de Queralt ya aparece en algunos documentos. Entre el siglo XIII y 1492 tuvo una importante comunidad judía de la que aún se conservan algunas calles.
Durante la guerra de los Segadores, el pueblo apoyó a la Generalidad. El rey Luis XIV de Francia le concedió a Santa Coloma el título de "villa real" y abolió la señoría. Al finalizar la guerra, el pueblo volvió a quedar en manos de la familia Queralt. 
Por un breve periodo de tiempo durante la Guerra Civil (entre 1937 y 1939) recibió el nombre de Segarra de Gaià. Este cambio de nombre fue principalmente por motivos políticos, buscando una mayor laicidad en la toponimia de Cataluña. Estos cambios fueron revertidos al final de la contienda por ser considerados "ilegales", ya que no habían seguido el procedimiento legal. Durante la contienda este municipio acuñó monedas de 1 peseta de emergencia para uso local.

## Demografía
Cuenta con una población de 2800 habitantes (INE 2024).
| Gráfica de evolución demográfica de Santa Coloma de Queralt entre 1842 y 2021 |
| |
| Población de derecho según los censos de población del INE Población de hecho según los censos de población del INEEntre el censo de 1857 y el anterior, crece el término del municipio porque incorpora a 435000 (Aguiló) |

## Economía

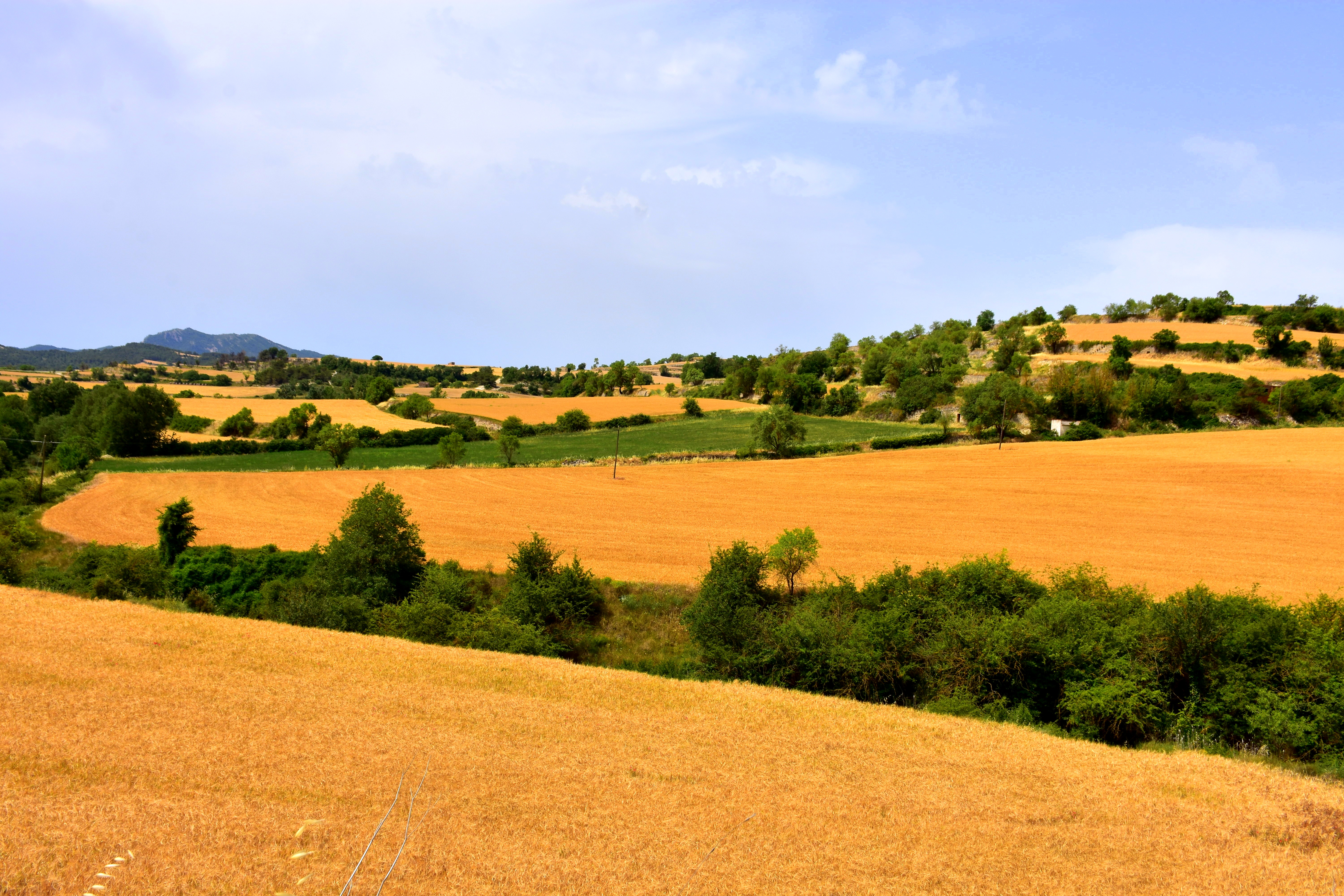
Campos de cereal en los alrededores de Santa Coloma de Queralt

La base económica de la población se basó durante mucho tiempo en la agricultura de secano, con un claro predominio del cultivo de cereales que ya se practicaba desde tiempos antiguos. Así lo demuestra la existencia de diversos molinos harineros que funcionaron hasta mediados del siglo XIX.
Tradicionalmente, la industria de la población fue la textil, que llegó a tener tal auge, que incluso se instalaron en la población oficinas de bancos extranjeros, como la Banca di Roma, dirigida por Magi Casajoanes. Al desaparecer la industria textil la principal actividad económica pasó a ser la industria de los prefabricados de hormigón. La crisis económica iniciada en 2008 ha sido la causa del cierre de las dos principales industrias de prefabricados de hormigón. Consecuencia de todo ello ha sido el importante incremento del paro en la población que siempre ha destacado por su laboriosidad y espíritu emprendedor.

## Patrimonio

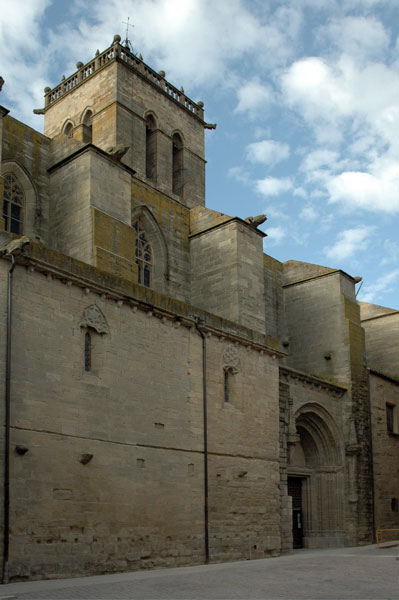
Iglesia parroquial

De su población medieval se conserva parte de la muralla y las puertas de Cervera, del Martí, de Santa María y de Santa Coloma. En 1294 había tres puertas que se ampliaron a seis en el año 1471. La baronía de Queralt perteneció a los señores de Gurb hasta el 1213 que vendieron el término a los Timor, que se quedaron con el nombre de Queralt para fundar un linaje.
El castillo de Queralt en el siglo X pertenecía a los señores de Barcelona, durante los siglos XI-XIII al condado de Osona-Manresa.

La iglesia parroquial está dedicada a Santa María (siglo XIV). Es de estilo gótico. Aunque su construcción se inició en 1331 no fue culminada hasta 1587. En su interior se encuentra un retablo de alabastro dedicado a San Lorenzo, del año 1386 realizado por el escultor Jordi de Déu. Tiene un alto campanario cuadrado del siglo XVII.

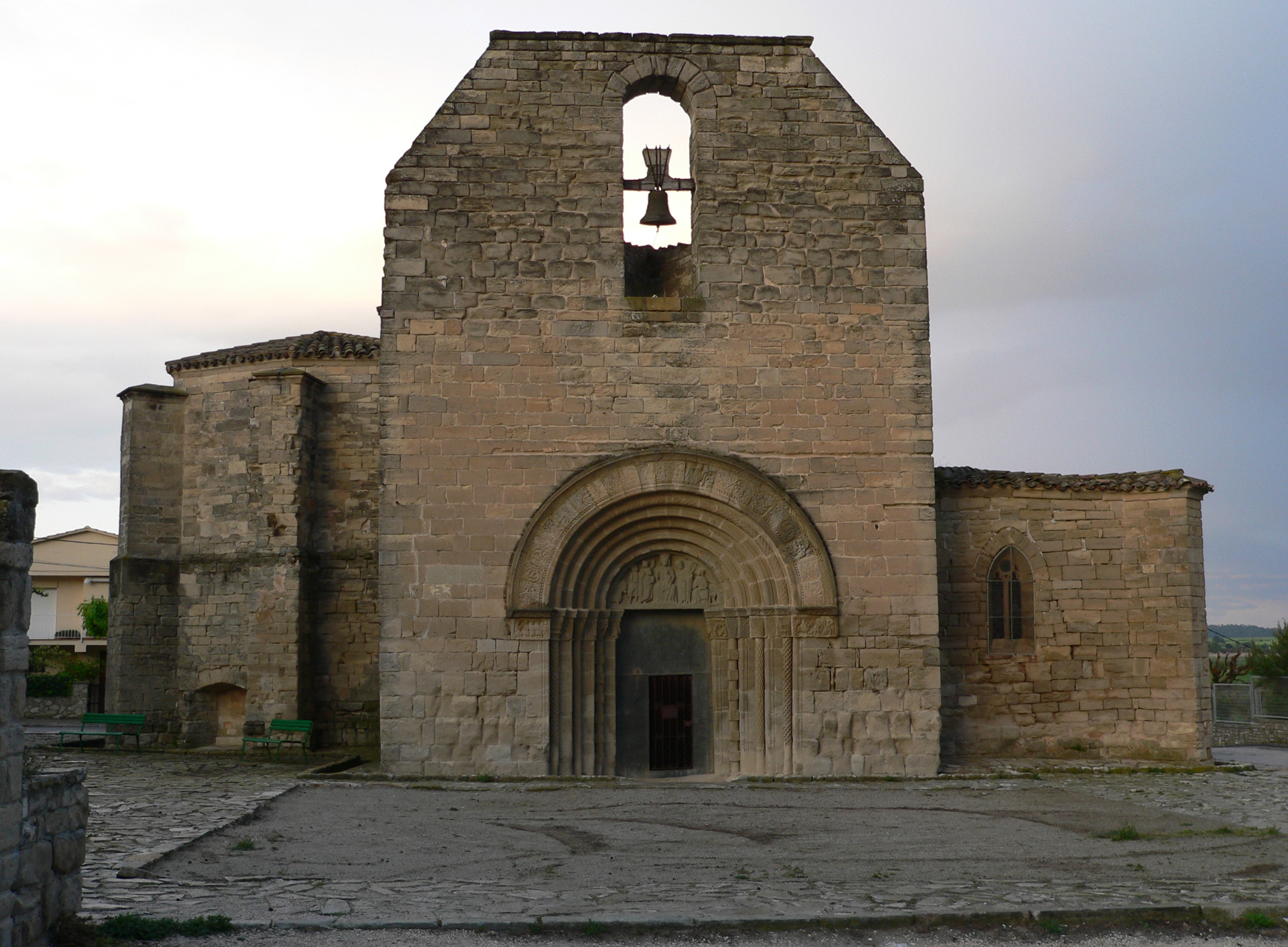
Santa María de Bell-lloc

En las afueras de la ciudad se encuentra la iglesia de Santa María de Bell-lloc, declarada Monumento Histórico Artístico en 1944. Es de transición del románico al gótico y fue construida en el siglo XIII. Durante un tiempo funcionó como monasterio (entre 1270 y 1321). Conserva los sepulcros góticos de Pere de Queralt y Alamanda de Rocabertí. Conserva también una cruz gótica procedente de la Font de les Canelles.
También se encuentran en la localidad el antiguo palacio de los condes de Queralt, con una torre cilíndrica, la plaza de la Iglesia y calle Mayor, que se encuentran porticadas, y las ruinas del castillo de Aguiló.

## Cultura
Santa Coloma celebra su fiesta mayor el tercer domingo del mes de agosto. La festividad de la Patrona, Santa Coloma, se celebra el 8 de noviembre.